# Campodorus signator
Campodorus signator là một loài tò vò trong họ Ichneumonidae.